# Louis Borgex
Louis Bourgeois (Fontaines-Saint-Martin, 5 giugno 1873 – 1959) è stato un pittore e incisore francese.
È conosciuto col nome di Louis Borgex .

## Biografia
Louis Borgex frequenta l’École des beaux-arts de Lyon e segue i corsi di Jean-Louis Loubet e Adolphe Castex-Desgrange. Si trasferisce a Parigi, segue i corsi di Jean-Léon Gérôme e inizia la sua carriera con lo pseudonimo di «L. Borgex» come disegnatore e «L. Bourgeois-Borgex» come pittore. La sua prima esposizione è al Salon de Lyon nel 1895. Collocato nella corrente del Post-impressionismo, tuttavia alcune sue prime tele e disegni sono influenzate dall'Art nouveau e hanno come tematica la Bretagna, i paesaggi marini, il mondo dei pescatori; egli espone al Salon des artistes français a partire dal 1898.
All'inizio degli anni novanta dell'Ottocento, Borgex si avvicina a Aristide Bruant e alla comunità artistica di Montmartre. Inoltre prova anche l'arte della caricatura collaborando con Rabelais o L’Éclair e produce delle litografie d'arte per L'Estampe moderne (Les Sardinières).
Tra il 1907 e il 1914, Borgex esegue numerosi disegni fra i quali “I mestieri di strada“ per diverse marche di cioccolato (Chocolat Louit, Chocolat du planteur) e alcune pubblicità (Rivoire et Carret, Pâtes Boissonnet) e realizza anche 38 disegni di compositori.
Nel 1913 pubblica una biografia del musicista Vincent d'Indy e collabora anche alla Collection des cent .
Dopo la prima guerra mondiale i suoi dipinti divengono rari e firma qualche scritto critico.
Muore nel 1959.

## Raccolte di canzoni illustrate
- Aristide Bruant, Sur la route : chansons et monologues, disegni di Borgex, Castello di Courtenay, presso A. Bruant, [1897];
- Aristide Bruant, Dans la rue. Poèmes et chansons choisis avec quelques souvenirs d'Aristide Bruant pour servir de préface, Parigi, Eugène Rey, 1924.